# مسابقات جهانی تنیس روی میز ۱۹۴۹
مسابقات جهانی تنیس روی میز ۱۹۴۹ (انگلیسی: 1949 World Table Tennis Championships) شانزدهمین دوره مسابقات جهانی تنیس روی میز است که در شهر استکهلم، سوئد برگزار شده است.
این مسابقات از ۴ تا ۱۰ فوریه ۱۹۴۹ در دو بخش تیمی و انفرادی انجام شده است.